# Manuel Charlín Gama
Manuel Charlín Gama   (Vilanova de Arousa, 17 de novembre de 1932 - Vilanova de Arousa, 31 de desembre de 2021) va ser un narcotraficant i contrabandista espanyol. Era el patriarca de la saga familiar del clan Els Charlines.
El juliol del 1989 va ser detingut per la Guàrdia Civil. Durant la operació Nècora va ser de nou detingut, però en va sortir finalment absolt. El 1999 va ser condemnat a vint anys de presó per transportar sis-cents quilos de cocaïna des Colòmbia el 1989. El 2003 va ser condemnat per l'Audiència Nacional espanyola per blanqueig de diners i delictes contra la hisenda pública. Va estar a la presó entre 1990 i el 17 de juliol de 2010, quan va ser posat en llibertat. Va complir les seves penes al centre penitenciari de la Lama i en la presó de Còrdova. Estava casat i tenia sis fills.

## Clan
En els anys vuitanta, Manuel Charlín estava a la presó per intentar matar un empresari i va dir que li devia diners del tabac. A la presó model de Barcelona compleix amb els narcotraficants colombians. a principi dels anys 1990 el negoci es divideix en dues bandes: una part dels clans a favor de seguir el tabac i haixix, i de l'altra els que van anar al trànsit de la cocaïna.
El grup finalment va ser desarticulada pel jutge Garzón en l'operació Nécora contra el tràfic de drogues el 1990. El 1994 va morir Manuel Baule, cap del clan de la canya, que va col·laborar amb la transmissió d'informació a Garzón. Va ser assassinat a casa seva a Cambados. La seva dona es va quedar en una cadira de rodes. Uns mesos més tard, Manuel Charlín va tornar a la presó. El grup va perdre impuls per l'assetjament policial i judicial. El trànsit heroïna va ser l'últim negoci del qual van ser acusats.
La Cort Nacional va condemnar Charlín i els seus fills a 104 anys de presó per blanqueig de diners de la droga. Tres anys més tard, la Suprema Cort d'Espanya va derogar parcialment la sentència, va reduir la condemna de Manuel Charlín i va absoldre la seva filla Teresa. El patriarca del clan va passar vint anys a la presó per 78 anys.

### Manuel Charlín
Manuel Charlín Gama es va casar amb Josefa Pomares Martínez (morta el 2012) i van tenir sis fills: Adelaida Charlín Pomares; Josefa Charlín Pomares. Que va tenir per filla a Noemí Outón Charlín; Teresa Charlín Pomares. Que va tenir per filla a Natalia Somoza Charlín; Manuel Charlín Pomares; Melchor Charlín Pomares i Óscar Charlín Pomares.

### José Luis Charlín Gama
- Rosa Charlín

### José Benito Charlín Gama
Difunt al maig de 2005 per una trombosi amb 61 anys.